# الهام یعقوبیان
الهام یعقوبیان (زاده تهران)، نویسنده. مترجم و فعال حقوق بشر ایرانی معاصر است.

## زندگی‌نامه
الهام یعقوبیان در شهر تهران چشم به جهان گشود. او تحصیلات ابتدایی و متوسطه را در مدرسه اتفاق گذراند، سپس در سال ۱۳۷۳ از دانشگاه آزاد تهران، در رشته ترجمه زبان انگلیسی فارغ‌التحصیل شد
الهام استعداد و علاقه خود به ادبیات و نوشتن را در دوران دبیرستان، با نوشتن مطالب ادبی و داستان‌های کوتاه، در قالب انشاء به نمایش گذاشت.
شانزده سال بیش نداشت که اولین کتاب خود را با نام «دریای خاموش،در باور عده‌ای از صاحب نظران و منتقدین ادبی، او به عنوان یکی از اولین رمان نویسان زن یهودی در ایران محسوب می‌شود.
دو سال بعد از اولین نشر کتابش در تابستان ۱۳۶۹، دومین اثر خود را تحت عنوان «تند باد سرنوشت»، به رشته تحریر درآورد. استقبال خوانندگان از این اثر به حدی بود که طی مدت کوتاهی باعث گردید که الهام بتواند چهارمین ویرایش آنرا به زیر چاپ ببرد.
الهام یعقوبیان در اوایل دهه ۱۳۷۰ خورشیدی به عضویت انجمن کلیمیان تهران درآمد و پس از مدتی در بخش فرهنگی به فعالیت پرداخت.
انجمن کلیمیان، هنگام تشکیل شورای نویسندگان در جهت انتشار مجله‌ای برای جامعه کلیمی، از الهام دعوت نمود تا به عنوان یکی از همکاران و بنیانگذاران نشریه بینا (ارگان انجمن کلیمیان تهران)، با ارائه مقالات ادبی و اجتماعی در این گروه همکاری نماید. وی از زمان تأسیس نشریه تا هنگام خروجش از ایران به عنوان یکی از سردبیران نشریه بینا همکاری داشت. ضمن آنکه در همین راستا با چندین نشریه داخلی دیگر، با ارائه مقالات همکاری می‌نمود.
الهام در سال ۱۳۷۸ خورشیدی سومین اثر خود را تحت عنوان «اشک شمع» به زیر چاپ برد. وی در رمان اشک شمع، همچون دیگر آثارش در قالب داستانی جذاب و پر احساس به شکاف دغدغه‌های خانوادگی و مشکلات اجتماعی نسل جوان، جامعه امروز ایران پرداخت و نیز برخی از رسوم نادرست اجتماعی و نداشتن حقوق اولیه زنان و معضلات طلاق را به نقد کشید.
چند ماه پس از انتشار رمان اشک شمع، در سال ۲۰۰۰ میلادی الهام به ایالات متحده آمریکا مهاجرت نمود و پس از استقرار در لس آنجلس در سازمان فدراسیون یهودیان آمریکا (یکی از سازمان‌های امور خیریه) به عنوان مشاور و راهنمای مهاجرین مشغول به کار شد. پس از مدتی در جنبش پایداری مرز پرگهر در زمینه دموکراسی، حقوق بشر و حقوق زنان، فعالیت‌های سیاسی، فرهنگی، اجتماعی و مدنی خود را گسترش داد.
الهام فعالیت‌های اجتماعی و فرهنگی خود را با ارائه مقالات اجتماعی و فرهنگی به مجلات فارسی و انگلیسی زبان لس آنجلس دنبال نمود به ویژه همکاری تنگاتنگی را به مدت چهار سال با نشریه شوفار لس آنجلس داشت. وی همچین طی سفرهایش به دیگر شهرهای آمریکا و حضور در سمینارها و اجتماعات فرهنگی، با ایراد سخنرانی و مصاحبه و دیدارهای رسمی در ارتباط با دموکراسی و حقوق زنان در جامعه بین‌المللی فعالیت پربار و چشمگیری از خود به نمایش گذاشت.
او در سال ۲۰۰۶ به عنوان رایزن و هماهنگ‌کننده روابط ارتش با جوامع خاورمیانه درگارد ملی آمریکا مشغول به کار شد. سپس برای دریافت کارشناسی ارشد، دررشته علوم سیاسی در دانشگاه ایالتی کالیفرنیا در لس آنجلس ثبت نام نمود.
یکی از مهم‌ترین آثار اخیر نوشتاری الهام یعقوبیان، ترجمه کتاب آتشکده زرتشتیان استکه پس از سال‌ها کارشکنی و گذشتن از سد مشکلات، بالاخره در سال۱۳۸۹ خورشیدی (۲۰۱۰) توسط انتشارات مام مهین در تهران منتشر گردید.
در سال ۲۰۰۸، الهام با به وجود آوردن گروهی با نام همبستگی دو ملت ایران و اسراییل، تلاش برای ایجاد دوستی و آشنا کردن دو ملت ایران و اسراییل با پیشینهٔ تاریخی و فرهنگی مشترک ایجاد کرد که پس از مدتی، این گروه به عنوان یک سازمان در لس‌آنجلس به ثبت رسید. و به همین منظور، در رسانه‌های فارسی و انگلیسی ظاهر شد تا این هدف را معرفی کند.
کتاب آتشکده زرتشتیان نتیجه یک پژوهش علمی و تاریخی است که توسط یک محقق هندی به زبان انگلیسی به رشته تحریر درآمد. برگردان آن به زبان فارسی را، الهام با تبحری خاص انجام داد و کاری براستی ماندگار را در کارنامه خود به ثبت رساند.
از دیگر فعالیت‌های الهام همکاری در تأسیس و سر دبیری، گاهنامه مرز پرگهر در لس آنجلس می‌باشد. وی همچنین به موازات فعالیت‌های خود، به عنوان مشاور در چندین سازمان فعال می‌باشد. داستان بلند وی به نام رنگ بنفش نخستین رمان بلند ایرانی است که در آن زندگی اجتماعی زنان پناهنده ایرانی بیرون از کشور و همجنس گرایان زن ایرانی را به نمایش می‌گذارد.